# Nastia Liukin

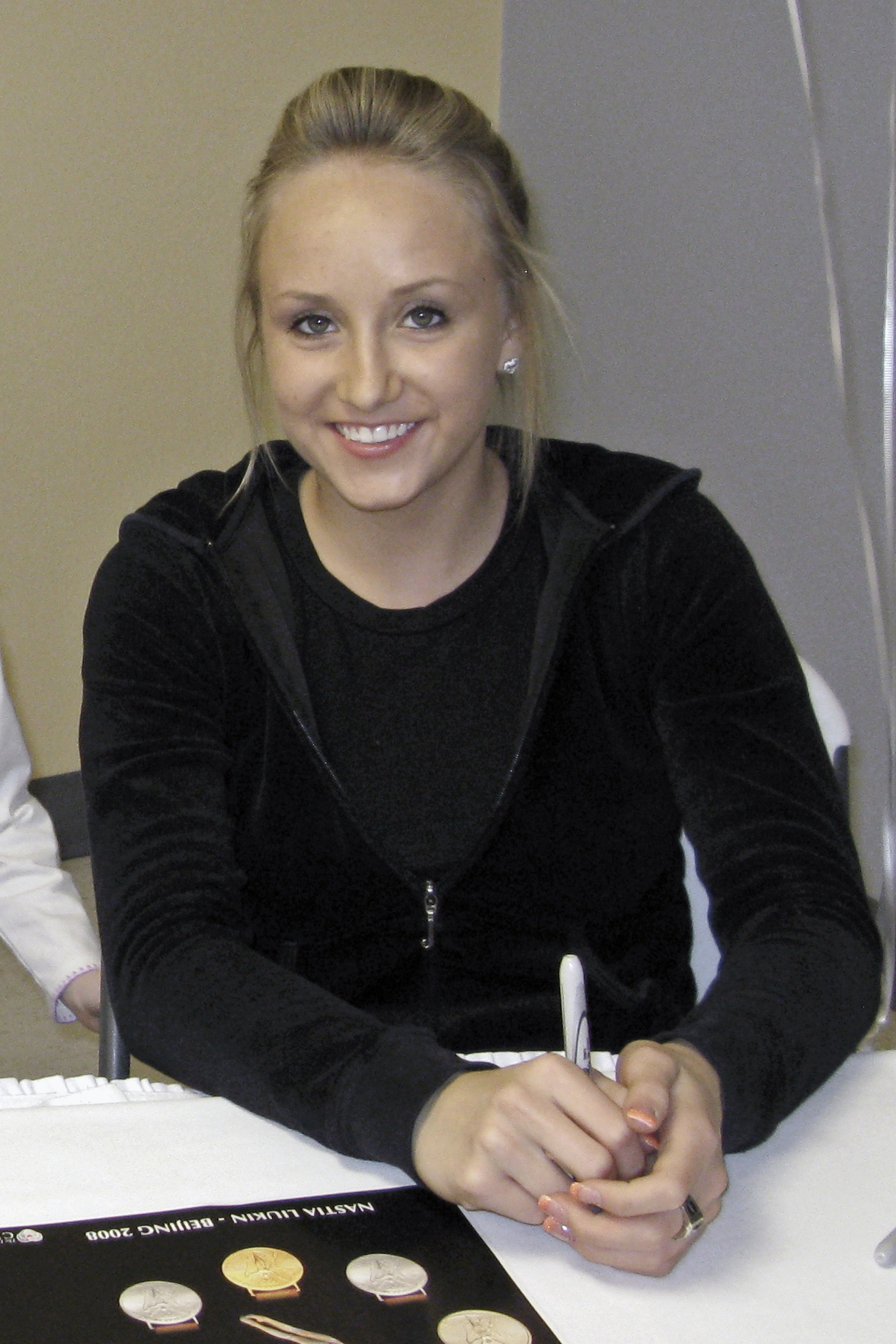
Nastia Liukin

Anastasia "Nastia" Liukin, född 30 oktober 1989 i Moskva, är en amerikansk gymnast. Hennes familj flyttade till USA efter Sovjetunionens upplösning. Hennes far, Valeri Liukin, är guldmedaljör i artistisk gymnastik i OS 1988 och hennes mor Anna Kotchneva tog VM-guld i rytmisk gymnastik 1987. Nastia tränade på World Olympic Gymnastics Academy, som ägs av hennes far. Nastia har 5 OS-medaljer och 9 VM-medaljer.
I OS i Beijing vann Liukin mångkampen i artistisk gymnastik där hon också tog ytterligare tre medaljer i grenfinaler i bom, fristående och barr. Hon pensionerade sig från gymnastiken 2012, efter att hon föll från barren under OS-uttagningarna och inte fick plats i landslaget.
Liukin studerar numera på New York University. Under våren 2015 deltog hon i Dancing With the Stars.